# Авахи на Пейриера
Авахи на Пейриера (Avahi peyrierasi) е вид бозайник от семейство Индриеви (Indriidae). Видът е световно застрашен, със статут Уязвим.

## Разпространение
Разпространен е в Мадагаскар.